# Черново (озеро)
Черно́во (бел. Чарно́ва) — озеро в Городокском районе Витебской области в бассейне реки Оболь.
Площадь зеркала озера Черново составляет 3,18 км², длина — 5,72 км, наибольшая ширина — 0,92 км. Наибольшая глубина 19,3 м, средняя — 7,2 м. Котловина озера ложбинного типа. Склоны котловины высотой 6—8 м, на севере — до 16 м. На юго-западе склоны заболочены. Береговая линия длиной 17,8 км извилистая, образует несколько заливов. Берега высокие и песчаные.
Дно корытообразной формы с чередующимися впадинами и отмелями. Литоральная зона шириной 10—20 м. Глубины до 2 м занимают около 15 % площади озера. Бо́льшая часть дна покрыта глинистым илом, в литоральной зоне и на отмелях дно песчаное или покрыто опесчаненным илом.
Озеро мезотрофное, слабопроточное (впадает 5 ручьёв, вытекает река Чернавка. Ширина полосы растительности от 10 до 150 м. На озере 5 островов общей площадью около 0,6 га.
В озере Черново обитают лещ, судак, щука, окунь, плотва, линь, краснопёрка и другие виды рыб. Встречаются раки.
Около озера расположены деревни Раково, Корсаки, Клюшево, Межуи, Лыска. В деревне Межуи расположена охотничье-рыболовная база Первомайского охотхозяйства Городокского профессионального колледжа сельскохозяйственного производства.